# Natrun Patera
La Natrun Patera è una struttura geologica della superficie di Ganimede.